# Alex Bougaïeff
Alexandre Bougaïeff, detto Alex (Trois-Rivières, 15 aprile 1977), è un ex cestista canadese con cittadinanza francese.

## Carriera
Nel 1996 si sposta dal Canada agli Stati Uniti accettando una borsa di studio da parte della Rice University, rimanendovi fino al 2000.
Terminati gli studi sbarca in Italia per la sua prima esperienza da giocatore professionista, contribuendo alla conquista della storica promozione della Pallacanestro Biella in Serie A al termine del suo primo anno in canotta rossoblu. Rimane legato al club biellese fino alla stagione 2004-05, durante la quale è anche capitano della squadra nelle partite saltate per infortunio da Fabio Di Bella.
Si trasferisce quindi a Casale Monferrato nel 2005-06 ma la squadra si classificò penultima in Legadue, evitando la retrocessione solo grazie al ripescaggio estivo. Nella successiva stagione vive solamente qualche comparsata (complice un infortunio alla spalla) al Keravnos e al Rouen, compagini rispettivamente impegnate nei campionati cipriota e francese.
Nel 2007 fa ritorno nella Legadue italiana firmando un contratto con il Fabriano Basket dove aiuta il club a raggiungere la salvezza con una media personale di 11,9 punti e 10,4 rimbalzi ottenuti in oltre 35 minuti a partita. Un anno più tardi Bougaïeff è il centro dell'ambiziosa Reyer Venezia Mestre che tradì però le attese, fallendo l'obiettivo-promozione nella massima serie e chiudendo solamente all'11º posto. Durante il dicembre 2009, mentre era fuori rosa ma ancora sotto contratto con la società veneziana, rescinde e passa alla neopromossa Vigevano, disputando ancora una volta il torneo di Legadue.

### Nazionale
Dopo aver fatto parte della selezione canadese Under-22, Bougaïeff è stato talvolta convocato anche tra le file della Nazionale maggiore.
Fu anche chiamato per le Maccabiadi 1997, dove vinse la medaglia d'oro con il Canada venendo nominato MVP della competizione. Questa chiamata deriva dalle sue origini ebraiche, nonostante la madre sia francese ed il padre statunitense.
Ha inoltre disputato l'Universiade 1999, sempre rappresentando il suo paese d'origine.